# Torymus rubigasterus
Torymus rubigasterus is een vliesvleugelig insect uit de familie Torymidae. De wetenschappelijke naam is voor het eerst geldig gepubliceerd in 2003 door Xu & He.